# Nikki Louder
Nikki Louder je tričlanska alternativna glasbena skupina iz okolice Kamnika. Sestavljajo jo Blaž Sever (vokal, kitara) ter brata Peter (bas kitara) in Luka Cerar (bobni).
Avgusta 2015 so nastopili v Gali Hali na Metelkovi skupaj s kanadsko noise rock zasedbo Viet Cong. Novembra 2015 je skupina izdala singl z naslovom »Trout«, ki je napovedal njihov četrti studijski album z istim naslovom. Izšel je 15. decembra 2015.

## Diskografija
- Silent Bird (EP, 2008)
- Alain, I'm Sorry (2009)
- Our World Died Yesterday (2011)
- Nikki Louder (EP, 2012)
- Golden Men (2013)
- Trout (2015)